# فیر ترید سرویسز
فیر ترید سرویسز (انگلیسی: Fair Trade Services) شرکت نشر موسیقی آمریکایی است، که در سال ۲۰۱۱ تأسیس شد.